# Paulo Machado de Carvalho
Paulo Machado de Carvalho (São Paulo, 9 de noviembre de 1901-7 de marzo de 1992) fue un abogado y empresario brasileño. Es conocido en su país como el «Mariscal de la Victoria» por haber encabezado la delegación brasileña en dos Copas del Mundo, se le atribuye gran parte de la responsabilidad en el ámbito organizativo por las victorias en las Copas del Mundo de 1958 y 1962. En reconocimiento a su labor, el Estadio Pacaembu de São Paulo fue renombrado como Estadio Municipal Paulo Machado de Carvalho.
Tuvo un papel importante en la creación de varios medios de comunicación, siendo el fundador de la Rede Record y de la Radio Sociedad Record, que más tarde pasó a llamarse Radio Record. Esta última desempeñó un rol destacado durante la guerra Paulista, siendo una de las principales plataformas para difundir los ideales de la revolución.

## Biografía
Paulo Machado de Carvalho estudió Derecho en la Facultad de Derecho de la Universidad de São Paulo y amplió estudios en Suiza. Volvió a Brasil lleno de sueños, pero su pasión inmediatamente se dirigió a la radio, que estaba recién inaugurada en Brasil. 

### La carrera en el radio y en la TV
En 1931, Paulo Hacha de Carvalho adquirió la Radio Record y creó la Asociación de las Emisoras de São Paulo. El estudio de la Record quedaba en la plaza de la República y, a pesar de pequeño, reunía orquestas enteras para la presentación de programas musicales. 
Los primeros años de trabajo, Machado de Carvalho hizo de todo en el radio: seleccionó músicas, archivó discos, dirigió programas. Durante la época en que estaba en la Record, participó de la producción del primer periódico hablado de la radio, comandado por Assis Chateaubriand. En 1944 adquirió la Radio Panamericana, que pasó a integrar el Grupo de las Emisoras Unidas y en 1965 cambiaría su nombre para Joven Pan.
En 27 de septiembre de 1953, Paulo inauguró la TELE Record, realizando un otro sueño que alimentaba desde la llegada de la televisión a Brasil tres años antes, en 1950. La emisora entró en el aire con lo que tenía que más moderno a la época, con todos los equipamientos importados de Estados Unidos y entregues en el Puerto de Santos. Antes de la Record había dos emisoras más de TELES en São Paulo, la TELE Tupi y la TELE Paulista. La TV Record tuvo fases de red nacional de televisión que no salieron bien: en 1959, fue formada la Red de Emisoras Unidas de Radio y Televisión, en 1968, la Red de Emisoras Independientes, a REY.
Como empresario, se destacó en el área de medios formando un grupo de empresas del sector que incluía TV Record, Radio Record, Radio Excelsior, Radio São Paulo, Radio Panamericana (Joven Pan) AM y Radio Panamericana (Joven Pan) FM. Algunas de esas emisoras fueron vendidas posteriormente, como la Radio Excelsior, que actualmente pertenece al Grupo Globo, utilizando la denominación Céntrica Brasileña de Noticias (CBN).
En 1989, su familia se vio obligada a vender la TV y Radio Record al empresario Edir Macedo, líder de la Iglesia Universal del Reino de Dios. En la época la emisora también pertenecía a Silvio Santos, pues él había comprado cerca de mitad de ella en 1972. Con la compraventa, la emisora fue reerguida y se hizo, en 1990, una red nacional de televisión, llamada Red Record. Edir Macedo es el dueño de la red hasta hoy.
Actualmente, sólo las radios Joven Pan AM y FM pertenecen a la familia Machado de Carvalho y son dirigidas por su nieto Antônio Augusto Amaral de Carvalho Filho, conocido como Tutinha.

### La carrera deportiva
En el área deportiva, Machado de Carvalho fue vicepresidente del São Paulo Futebol Clube en 1934, presidente entre 1946 y 1947, y vicepresidente, entre 1955 y 1956. A partir del año siguiente, asumió el departamento de fútbol, cargo que ya había ocupado entre 1942 y 1947, y llegó a pagar hinchas para vaiar el equipo cuando jugaba apenas el primer tiempo y, en el intervalo, mostraba la reacción de la hinchada a los jugadores en búsqueda de "reacciones heroicas".
Al lado de João Havelange, entonces presidente de la Confederación Brasileña de Deportes (CBD), fue dirigente del fútbol brasileño, habiendo sido jefe de las delegaciones campeonas mundiales de 1958 (Suecia) y 1962 (Chile), lo que le valió el apelido de "Mariscal de la Victoria". En la ocasión de la primera conquista, fue invitado por Havelange y preparó el plan para la Copa desde meados de 1957. "Mira, doctor Paulo", pidió Havelange. "Preciso de una selección que haga el pueblo olvidar a de 1950, una selección victoriosa, un equipo campeón. Y porque yo necesito de todo eso es que lo quiero como su jefe. Arme todo como quiera. Con carta blanca." El plan fue elaborado con la colaboración de periodistas con experiencia en el fútbol y fue transformado en un libro llamado El Plan Paulo Hacha de Carvalho. En los últimos preparativos, ya en Suecia, era víctima constante de las brincadeiras de Mané Garrincha, que aparecía con el dedo imitando un revólver y decía "Doctor Paulo, 'teje' prendido", para, algún tiempo después, volver y decir "Teje suelto". Cuando lo Brasil tuvo que jugar a final con su segundo uniforme, azul, Carvalho, para tranquilizar los jugadores, habría dicho que el uniforme les daría suerte, pues era del color del manto de Nuestra Señora Aparecida (Pelé, sin embargo, dijo en entrevista a’El Estado de S. Paulo en 2008 no acordarse de este hecho). Carvalho ya tenía fama de supersticioso en aquella Copa, a causa del tierno Volviendo a Brasil para desfilar en coche abierto con los jugadores, no se cansó de mostrar la copa al pueblo. En el viaje a Chile, para aquella que sería la segunda conquista de Brasil, Paulo mostró toda su superstición al usar el mismo tierno marrom que usaba todos los días "para dar suerte" en la Copa anterior, que había volcado motivo de piada entre los jugadores.

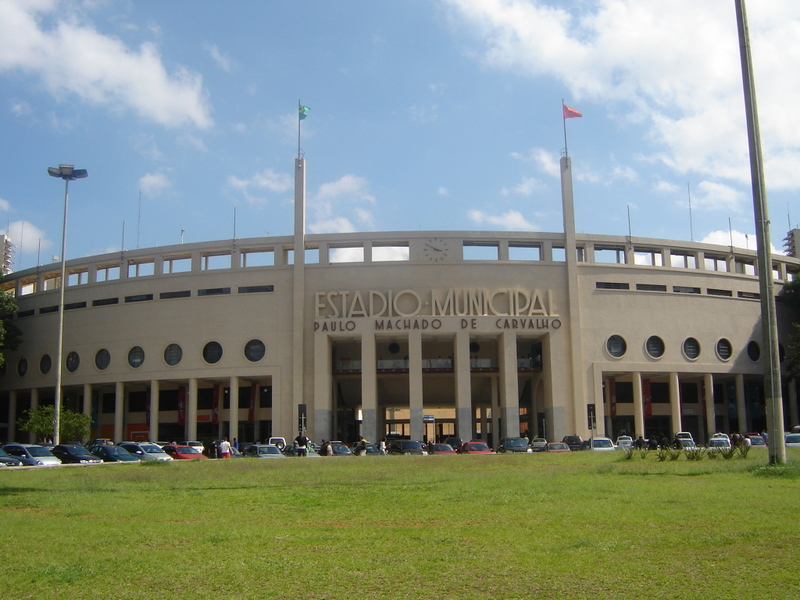
Estadio Pacaembu

En razón de las buenas campañas futbolísticas y de la brillante carrera empresarial, recibió homenaje del ayuntamiento de São Paulo: el Estadio Paulo Machado de Carvalho lleva su nombre desde 1961, como homenaje prestado por el entonces alcalde Prestes Maia. En 1970 fue elegido para su último cargo deportivo, vicepresidente de la Federación Paulista de Fútbol.

### La familia
Hijo de Antonio Marcelino de Carvalho (12 de junio de 1872–14 de febrero de 1920), negociante bien-sucedido que llegó a la presidencia de la Asociación Comercial de São Paulo, y Brasilia Leopoldina Hacha de Olivo, hija del gobernador de Paraná, Brasílio Augusto Hacha de Olivo, y nieta del Brigadeiro José Joaquim Hacha de Olivo.
Era hermano de Marcelino de Carvalho, maestro de etiqueta los años de 1950, teniendo sus libros permanecido clásicos en las décadas siguientes..
Se casó en 12 de mayo de 1923 con Maria Luiza Llaves de Amaral (1904–1985), hija de Erasmo de Amaral y Eponina Pacheco Llaves. Eponina era hermana de Eduardo Pacheco Llaves, hija de Anesia de Silva Prado y nieta de Martinho de Silva Prado.
Fueron padres de:
- Paulo Machado de Carvalho Filho (São Paulo, 25 de abril de 1924–São Paulo, 14 de septiembre de 2010).
- Erasmo Alfredo Amaral de Carvalho (São Paulo, 19 de octubre de 1925–São Paulo 12 de junio de 1990)
- Antônio Augusto Amaral de Carvalho (más conocido como Seo Tuta o como A.A.A. de Carvalho, São Paulo, 28 de abril de 1931)

### En la cultura popular
En 1988, Paulo Machado de Carvalho fue el tema del enredo de la escuela de samba Rosas de Oro para el Carnaval: "Carvalho, madera de ley — Paulo Hacha de Carvalho." La escuela de la Brasilândia terminó el concurso en la sexta colocación, entre doce escuelas.